# (11156) Al-Khwarismi
(11156) Al-Khwarismi (1997 YP14) – planetoida z pasa głównego asteroid okrążająca Słońce w ciągu 4,93 lat w średniej odległości 2,89 j.a. Odkryta 31 grudnia 1997 roku.